# YOUNG GUNS
《YOUNG GUNS》是台灣漫畫家林政德的代表作品，內容主要為青春校園生活與棒球社團故事，最初開始於1990年10月在《星期漫畫》雜誌上連載，後以漫畫單行本出版發行，前後歷時 20 年共發行 12 本，創下台灣漫畫最高數百萬冊銷售量，曾被改編為電視動畫以及製作成DOS用電腦遊戲《YOUNG GUNS大富翁》。

## 背景歷史

### 漫畫連載
- 1990年《YOUNG GUNS》在時報文化《星期漫畫》月刊1990年10月號開始連載，連載四回後因《星期漫畫》休刊而轉載於華尚文化《週末雜誌》雙週刊，連載兩回後《週末雜誌》也告休刊。
- 1992年在大然文化《熱門少年TOP》（集英社《週刊少年Jump》臺灣版之一） 再度開始連載，並由納蘭真接手編劇。
- 1995年《熱門少年TOP》休刊，《YOUNG GUNS》又中斷一段時間。
- 1997年11月才在尖端出版《TEMPO活躍》半月刊（講談社《Young Magazine》臺灣版）1997年22號連載再開始，此時已無編劇分工。《YOUNG GUNS》在《TEMPO活躍》連載了一年多，其間還出了一本畫集，直到尖端改變經營策略、《TEMPO活躍》休刊為止。

### 其他
- 《YOUNG GUNS》單行本第8集發行約10萬本，創下當時台灣漫畫單本最高銷售量[2]。
- 1995年7月故事中要角袁建平擔任光陽工業ZAP50機車廣告代言人[3]。
- 1995年8月由協和影視推出 YOUNG GUNS 首支卡通影帶OVA，漫畫人物發包日本公司做造型設計，主題曲由孫耀威和洛城三兄弟主唱，為此特別製作的主題「YOUNG GUNS」收錄在洛城三兄弟最新專輯裡。YOUNG GUNS 卡通影帶預計六年時間推出12集，但只發行兩集便宣告停止[4][3]。
- 1996年由頂尖拍檔公司製作DOS用電腦遊戲《YOUNG GUNS大富翁》，松崗電腦圖書資料發行。
- 被譽為是當時唯一能與日本漫畫《灌籃高手》匹敵的台灣漫畫。
- 《YOUNG GUNS》中的校園景物，多取材自林政德當時曾就讀的高雄市左營高中之校景。

## 故事簡介
高一學生袁建平某天在校車上見到了美麗的學姐蘇慧文，令他一見鍾情，決定每天都搭校車通學。此外又在一次欺負事件中認識了蘇慧文的國中同學楊日輝，而害羞的楊日輝也無法忘懷這位美麗溫柔的國中同學，再加上留級生阿諾及班花陳玳雅。
豔福不淺的袁建平在一次因緣際會下與有名的──紀幼蘭相約看球賽，然而這次愉快的約會卻給他惹來了大麻煩。綽號「瀟洒」的三年級學長對她相當傾心，身為學校龍頭的他為整頓校內這群「出來混」的學弟，找來幾個學校的黑道份子，準備好好地教訓情敵袁建平、和瀟洒手下有過節的楊日輝以及與二年級學長不合的張士朋。但是這群二年級的黑道份子卻被袁建平耍得團團轉，學長勇伯更是被張士朋修理得慘兮兮，楊日輝則因故掛彩。
袁建平不忍心讓沒有還手而受重傷的楊日輝替大家頂罪，但天真善良的他又不希望所有的人都被記過處分，所以把全部的罪都往自己身上攬，最後由他那生性豪邁，不拘小節的父親以家長會長的身份，巧妙地用金錢解決這次的打架事件。
十八歲的阿諾由於留級成了一年八班的學生，因抽煙被教官「贓」到而和同班的張士朋、袁建平一同成為「集中營」的一員。陳玳雅和鍾寶津從小學就同班，到了高中兩人也都是一年八班的學生，陳玳雅更因豔冠群倫而受同學推選為班長。她對於自私叛逆的張士朋和整天嬉皮笑臉的袁建平相當反感，所以和張士朋關係惡劣，對鍾寶津暗戀袁建平的心情更是不能諒解，多年的感情因而破裂。

## 出版書籍
- 1991年《YOUNG GUNS》單行本第1集由大然文化發行，林政德漫畫，黃河編劇。
- 1992年《YOUNG GUNS》單行本第2集由大然文化發行，林政德漫畫，納蘭真參與2到4集編劇。
- 1998年《YOUNG GUNS》單行本第8集、第9集改由尖端出版發行，林政德漫畫。
- 1999年《YOUNG GUNS》單行本第10集由陶林出版社發行後，便中斷發行。
- 2005年一度傳出即將推出完結篇的報導，但沒有下文。
- 2010年7月31日，由台灣角川書店出版單行本第11、12集完結篇[5][1]。

| 集數 | 作者及編劇                  | 出版社     | 出版日期       | ISBN                   |
| ---- | --------------------------- | ---------- | -------------- | ---------------------- |
| 1    | 林政德漫畫 / 黃河編劇       | 大然文化   | 1991年8月10日  | ISBN 978-957-725-738-3 |
| 2    | 林政德漫畫 / 納蘭真編劇     | 大然文化   | 1992年12月25日 | ISBN 978-957-725-245-6 |
| 3    | 林政德漫畫 / 納蘭真編劇     | 大然文化   | 1993年4月      | ISBN 978-957-725-494-8 |
| 4    | 林政德漫畫 / 納蘭真編劇     | 大然文化   | 1993年7月      | ISBN 978-957-725-742-0 |
| 5    | 林政德漫畫 / 姚華琲編劇     | 大然文化   | 1994年1月      | ISBN 978-957-250-353-9 |
| 6    | 林政德漫畫 / 姚華琲編劇     | 大然文化   | 1994年6月      | ISBN 978-957-250-957-9 |
| 7    | 林政德漫畫 / 王鴻輝劇本協力 | 大然文化   | 1995年9月      | ISBN 978-957-251-806-9 |
| 8    | 林政德漫畫                  | 尖端出版   | 1998年9月8日   | ISBN 978-957-101-402-9 |
| 9    | 林政德漫畫                  | 尖端出版   | 1998年10月18日 | ISBN 978-957-101-702-0 |
| 10   | 林政德漫畫                  | 陶林出版社 | 1999年7月10日  | ISBN 978-957-978-100-8 |
| 11   | 林政德漫畫                  | 台灣角川   | 2010年7月28日  | ISBN 978-986-237-752-9 |
| 12   | 林政德漫畫                  | 台灣角川   | 2010年7月28日  | ISBN 978-986-237-753-6 |

- 彩色複製畫集（尖端出版）

1998年2月19日、ISBN 978-957-101-403-6

## OVA

### 配音員
- 袁建平：石班瑜
- 張士朋：正昇
- 楊日輝、阿諾：邱慶福
- 勇伯、大王、郝伯春：楊少文
- 蘇慧文、莎曼珊：敖冰欣
- 陳玳雅：蔣篤慧
- 紀幼蘭：黃曉嵐[註 1]、魏晶琦[註 2]
- 周于萍、三姑、王蓮櫻[註 2]：孫若瑜
- 鍾寶津、莉莉：許淑嬪
- 劉三：陳進益
- 袁父、司機：徐健春
- 袁母：李映淑
- 阿凱、夭壽仔[註 2]：陳國偉
- 蔡曉、阿財：林協忠
- 瀟灑[註 2]：王希華

### 主題曲
- 歌曲名：YOUNG GUNS
- 作词：杨黎苏
- 作曲：陶喆
- 演唱：洛城三兄弟（黃立行、黃立成、林智文）
- 發行：金點唱片

## 電影
2012年，吉時娛樂與林政德簽定合約，準備改編成電影。原計畫2013年開拍，但因計畫及資金不足而喊卡，直到2015年才重啟計畫，同年7月，吉時娛樂與林政德會面，決定2016年開拍。之後吉時娛樂與林政德，經紀人陳治華意見不合，林政德、陳治華主張合約在2015年到期終止合作，電影無限期停拍。吉時娛樂認為2014年與林政德、陳治華換過約，林政德、陳治華不得主張合約在2015年到期，並以此為理由中止授權，認為是單方面解約，必須對吉時娛樂負損害賠償責任，雙方對簿公堂。

## 外部連結
- YOUNG GUNS研析──青少年
- 故事簡介（一到七集） （页面存档备份，存于）

- 自由電子報：2005年11月2日：林政德完成代表作《YOUNGGUNS》

- 自由電子報：2010-7-18：本土知名漫畫 YOUNG GUNS要出完結篇了

- 台灣角川  YOUNG GUNS  （页面存档备份，存于）